# Hot Hot Hot
Ne doit pas être confondu avec Hot Hot Hot!!!.
Pour plus de détails, voir Fiche technique et Distribution.
Hot Hot Hot est une comédie dramatique belgo-austro-luxembourgeoise réalisée par Beryl Koltz, sortie en 2011.
Le film sort le 2 janvier 2013 en France.

## Synopsis
Employé depuis toujours chez Fish Land, le centre aquatique du complexe de loisirs globalisé « Worlds Apart » où il se consacre à sa seule passion, celle des poissons, Ferdinand est un petit homme chauve d’une quarantaine d’années à la personnalité solitaire et anxieuse. Du jour au lendemain, sa petite vie monomaniaque se voit bousculée par les travaux de réaménagement du Fish Land qui, pour six mois, vont le muter de force dans un autre centre de loisir du groupe « Worlds Apart » : le Finnish-Turkish Delight, dédié aux plaisirs du sauna et du hammam… Ferdinand se retrouve alors catapulté dans un autre monde, un monde empli de nudité, de sensualité et de lâcher prise… bref de toutes ces choses qui lui font si peur ! 
HOT HOT HOT est l’itinéraire initiatique tardif d’un homme qui peu à peu s’ouvre aux plaisirs de la vie et se rend compte qu’il a lui aussi beaucoup à donner… 
C’est la description haute en couleur et sensible à la fois d’un monde tiraillé entre artificialité et authenticité, entre la norme et la particularité. 
C’est un film sur la nudité, le corps, l’amour et l’acceptation de soi.

## Fiche technique
- Titre : Hot Hot Hot
- Réalisation : Beryl Koltz
- Scénario : Beryl Koltz
- Directeur de la photographie : Jako Raybaut
- Décors : Christina Schaffer
- Montage : Amine Jaber
- Musique : André Dziezuk
- Son : Carlo Thoss
- Costumes : Uli Simon
- Producteur : Claude Waringo
  - Producteur exécutif : Brigitte Kerger-Santos
  - Coproducteur : Alexander Dumreicher-Ivanceanu et Patrick Quinet
- Production : Samsa Film, Amour Fou Filmproduktion et Artémis Productions
- Distribution : Mica Films
- Pays :  Belgique |  Autriche |  Luxembourg
- Genre : Comédie dramatique
- Durée : 93 minutes
- Dates de sortie :
  -  Allemagne : 30 septembre 2011 (Festival du film de Hambourg)
  -  États-Unis : 6 octobre 2012
  -  France : 5 décembre 2012

## Distribution
- Rob Stanley : Ferdinand
- Joanna Scanlan : Mary-Ann
- Gary Cady : Knut
- Amber Doyle : Isadora
- Angela Bain : Eleanor
- Wendy Kweh : Ling
- Jane Goddard : Yvonne
- Bentley Kalu : Oman
- Leila Schaus : La fille au golf
- Janine Horsburgh : Mme Doyle
- Sam Robertson : Tiger
- Caspar Rundergren : L'installeur

## Sélections Festivals
- Festival du film de Cabourg 2012, France
- Festival International de Films de Femmes de Créteil 2012 (film d'ouverture), France
- Gotham Screen International Film Festival New York 2012, USA
- Festival international du film de São Paulo 2012, Brésil
- Filmfest Hamburg 2011, Allemagne
- Festival international du film de Pusan 2011, Corée du Sud
- Chicago European Union Film Festival 2012, USA
- Festival international du film d’amour de Mons 2012, Belgique
- Kiev International Film Festival 2012, Ukraine
- Tirana International Film Festival 2011, Albanie

## Récompenses et distinctions
- Meilleur long-métrage au Prix du film luxembourgeois 2012
- Meilleur réalisateur au Tirana International Film Festival 2011
- Meilleur acteur (Rob Stanley) au Tirana International Film Festival 2011